# Верхняя Косьва
Верхняя Косьва (Верх-Косьва) — упразднённый в апреле 2016 года  посёлок, относившийся к городу областного подчинения Карпинску Свердловской области России.

## География
Верхняя Косьва располагалась в 95 километрах к юго-западу от города Карпинска (по дороге — в 112 километрах), на правом берегу реки Косьвы, в устье правого притока — реки Курейной. Посёлок находился на границе Свердловской области с Пермским краем. Автомобильное сообщение с бывшим посёлком затруднено из-за отсутствия мостов на реках Тылай и Тыпыл. Со стороны Пермского края урочище более доступно. Относился к ведомству исправительно-трудовых учреждений.

## История
На месте бывшего поселения реку Косьву пересекала знаменитая Бабиновская дорога. 
На 1909 год в деревне насчитывалось 28 дворов.
Упразднён 19.09.2013 года решением Думы городского округа Карпинск от 19.09.2013 года № 20/4 «Об упразднении населенных пунктов посёлок Усть-Тыпыл и посёлок Верхняя Косьва», но законом Свердловской области не подтверждено.
Упразднён Законом Свердловской области от 26.04.2016 № 38-ОЗ.

## Население
| 1909 | 2002 | 2010 |
| ---- | ---- | ---- |
| 169  | ↘0   | →0   |